# جونز هوبكينز
جونز هوبكينز (بالإنجليزية: Johns Hopkins)‏ (19 مايو 1795 ـ 24 ديسمبر 1873) رجل أعمال ومحسن وإلغائي أمريكي. ولد في 11 نوفمبر 1795 في مدينة آني أريندل كونتري بولاية ماريلاند بالولايات المتحدة الأمريكية وتوفي في 24 ديسمبر 1873 ببالتيمور. يعرف لتأسيسه العديد من المؤسسات التي تحمل اسمه حتى الآن، ومنها مستشفى جونز هوبكينز وجامعة جونز هوبكينز وما اتصل بها من مؤسسات كمدرسة طب جامعة جونز هوبكينز ومدرسة جونز هوبكينز بلومبيرغ للصحة العامة ومدرسة جونز هوبكينز للتمريض.